# 長編小説
長編小説・長篇小説（ちょうへんしょうせつ）は、文学形式の一種。

## 概要
Novelは古イタリア語の「新しい」という接頭辞からきている。小説のうちその分量が特に多く、構造的に長大なものを指す。
何をもって長編小説とするかについては議論が多いが、根本的な問題として小説はかぎりなく長くすることができる。しかしある程度以下には短くすることができない。長編小説には短編小説のごとき構造上の定式がなく、何をどう書いてもいい部分が多いので、その範疇ははなはだひろく、そこに含まれる作品もきわめて多い。長さも形式も自由であるといえる。
11世紀頃に書かれた源氏物語が世界最古の長編小説とされる。
日本では通常、掌編（ショートショート、掌編小説など）、短編小説・中編小説に対立する語としてこの言葉が用いられる。新潮社出版部文芸第二編集部編集長の新井久幸は、400字詰め原稿用紙250枚が長編として出版できる下限であるとしている。
海外では、短編小説に対する長編小説という区分、対立の意識がつよい。つまり周到なプロットによって最後に読者を驚かせておしまいにするのが短編（例えば、O・ヘンリーの『賢者の贈物』の、夫が時計を売ったことが最後に明かされる仕掛け）であり、そのためには作者の語り口、つまり何を語り何を読者に対して秘密にするかがかなりその自由裁量にまかされている。これに対して、そうしたプロットを用いずに叙述を順次すすめてゆくのが長編小説であると考えられることが多い。このため、「長い短編小説」「短い長編小説」（手法的には短編／長編のそれによっているが分量が手法とは相反する）という呼名さえ存在する。
ただし上記のような区分も、例えば推理小説であればかならず短編的なプロットによる必要があるし、またいわゆる19世紀的な時系列を重んじる長編小説が廃れた現代文学においては長編という言葉が意味するものは多様化しており、短編、長編の手法論的分類はある程度以上には不可能である。

## 世界で最も長い長編小説
ヘンリー・ダーガーの『非現実の王国で』が目下最長だが、未出版である。ニカーズは同一語句のコピペが発覚して、ギネス取り消しになった。栗本薫の『グイン・サーガ』は未完であることを理由にギネス申請が却下された。現在のギネス記録はマルセル・プルーストの『失われた時を求めて』だが、実はこの作品も作者がゲラ刷りにすべて目を通すというプロセスが作者の死のため抜け落ちており、本来の意味では未完である。